# Top Dance Albums

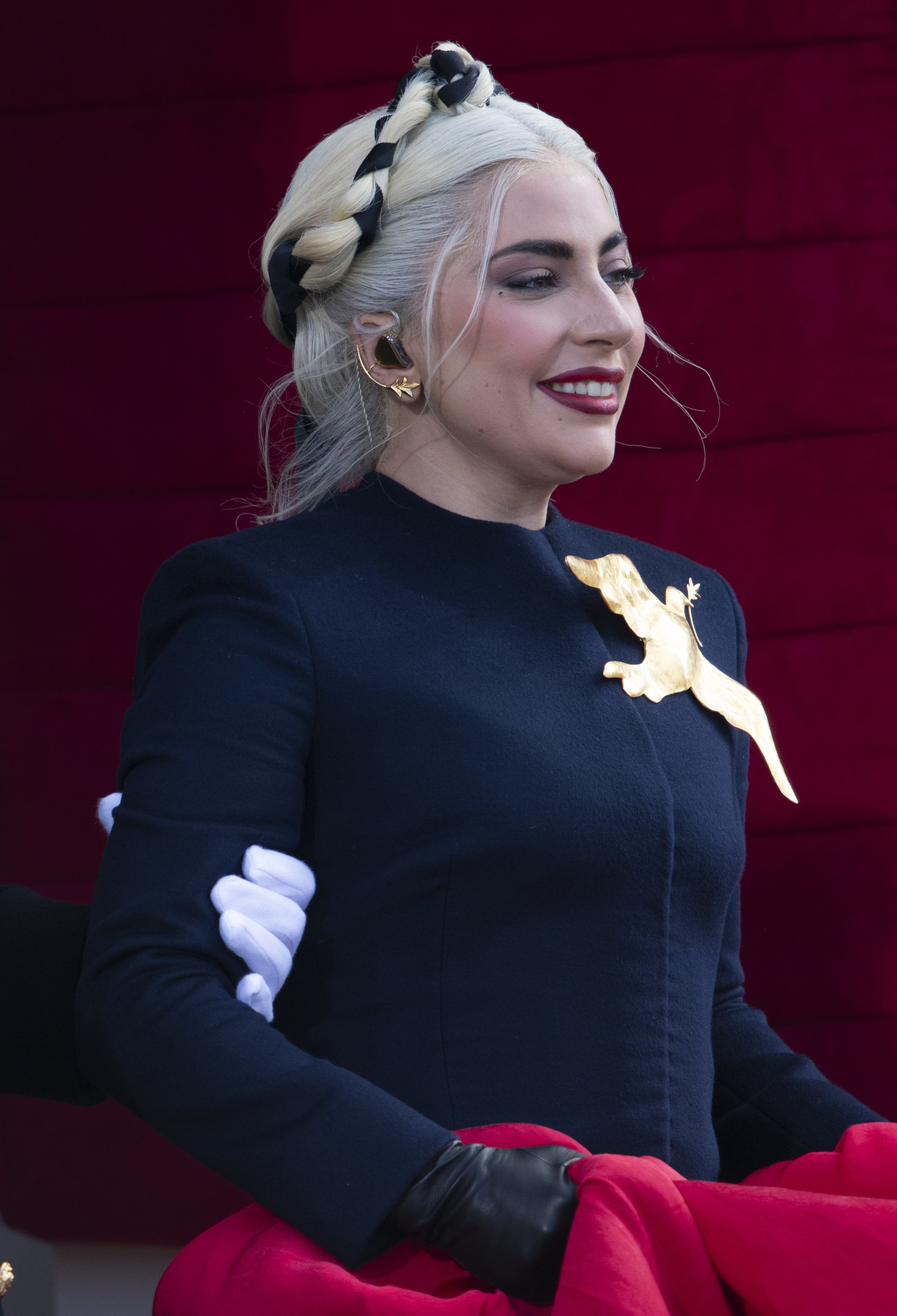
Lady Gaga en la toma de posesión de Joe Biden.

Top Dance Albums (anteriormente llamado Dance/Electronic Albums y Top Electronic Albums) es una lista musical publicada semanalmente en la revista Billboard, y que contiene los álbumes electrónicos más vendidos de la semana en Estados Unidos. La lista fue creada el 30 de junio de 2001. En un principio, eran nada más los quince álbumes más vendidos, pero luego se extendió a veinticinco. Top Electronic Albums, recolecta álbumes de distintos géneros tales como:
- House
- Techno
- IDM
- Trance

Además de estos géneros musicales, la lista tiene influencias del pop orientado, como bien recibe el nombre la lista, en la música dance. También se tienen en cuenta los álbumes de remixes, y álbumes hechos por DJ.

## Datos
- El primer número de esta lista fue la banda sonora Lara Croft: Tomb Raider.

- El álbum que más tiempo permaneció en el número uno en Top Dance/Electronic Albums es el álbum debut de Lady Gaga, llamado The Fame, contando con más de 100 semanas, y siendo reemplazado, por su EP, The Fame Monster, su álbum de remixes, The Remix y por su segundo álbum de estudio Born This Way en algunas ocasiones, todos de Gaga.

## Lista de números uno

### 2008
| Semana                  | Álbum                    | Artista              |
| ----------------------- | ------------------------ | -------------------- |
| 3 de mayo               | The Odd Couple           | Gnarls Barkley       |
| 10 de mayo              | The Odd Couple           | Gnarls Barkley       |
| 17 de mayo              | The Odd Couple           | Gnarls Barkley       |
| 24 de mayo              | The Odd Couple           | Gnarls Barkley       |
| 31 de mayo              | The Odd Couple           | Gnarls Barkley       |
| 7 de junio              | Metro Station            | Metro Station        |
| 14 de junio             | Metro Station            | Metro Station        |
| 21 de junio             | Metro Station            | Metro Station        |
| 28 de junio             | Total Club Hits          | DJ Skribble          |
| 5 de junio              | Total Club Hits          | DJ Skribble          |
| 12 de julio             | Metro Station            | Metro Station        |
| 19 de julio             | Metro Station            | Metro Station        |
| 26 de julio             | Metro Station            | Metro Station        |
| 2 de agosto             | Metro Station            | Metro Station        |
| 9 de agosto             | The Slip                 | Nine Inch Nails      |
| 16 de agosto            | The Slip                 | Nine Inch Nails      |
| 23 de agosto            | Total Dance 2008: Vol. 2 | Stryker              |
| 30 de agosto            | Total Dance 2008: Vol. 2 | Stryker              |
| 6 de septiembre         | Kala                     | M.I.A.               |
| 13 de septiembre        | Kala                     | M.I.A.               |
| 20 de septiembre        | Kala                     | M.I.A.               |
| 27 de septiembre        | Kala                     | M.I.A.               |
| 4 de octubre            | Kala                     | M.I.A.               |
| 11 de octubre           | Radio Retaliation        | Thievery Corporation |
| 18 de octubre           | Kala                     | M.I.A.               |
| 25 de octubre           | Kala                     | M.I.A.               |
| 1 de noviembre          | Kala                     | M.I.A.               |
| 8 de noviembre          | Kala                     | M.I.A.               |
| 15 de noviembre - debut | The Fame                 | Lady Gaga            |
| 22 de noviembre         | The Fame                 | Lady Gaga            |
| 29 de noviembre         | The Fame                 | Lady Gaga            |
| 6 de diciembre          | The Fame                 | Lady Gaga            |
| 13 de diciembre         | The Fame                 | Lady Gaga            |
| 20 de diciembre         | The Fame                 | Lady Gaga            |
| 27 de diciembre         | The Fame                 | Lady Gaga            |

### 2009
| Semana           | Álbum                  | Artista      | Referencia |
| ---------------- | ---------------------- | ------------ | ---------- |
| 3 de enero       | The Fame               | Lady Gaga    | [ 1 ]      |
| 10 de enero      | The Fame               | Lady Gaga    | [ 2 ]      |
| 17 de enero      | The Fame               | Lady Gaga    | [ 3 ]      |
| 24 de enero      | Slumdog Millionaire    | AR Rahman    | [ 4 ]      |
| 31 de enero      | Slumdog Millionaire    | AR Rahman    | [ 5 ]      |
| 7 de febrero     | Slumdog Millionaire    | AR Rahman    | [ 6 ]      |
| 14 de febrero    | The Fame               | Lady Gaga    | [ 7 ]      |
| 21 de febrero    | The Fame               | Lady Gaga    | [ 8 ]      |
| 28 de febrero    | The Fame               | Lady Gaga    | [ 9 ]      |
| 7 de marzo       | The Fame               | Lady Gaga    | [ 10 ]     |
| 14 de marzo      | Slumdog Millionaire    | AR Rahman    | [ 11 ]     |
| 21 de marzo      | The Fame               | Lady Gaga    | [ 12 ]     |
| 28 de marzo      | The Fame               | Lady Gaga    | [ 13 ]     |
| 4 de abril       | The Fame               | Lady Gaga    | [ 14 ]     |
| 11 de abril      | The Fame               | Lady Gaga    | [ 15 ]     |
| 18 de abril      | The Fame               | Lady Gaga    | [ 16 ]     |
| 25 de abril      | The Fame               | Lady Gaga    | [ 17 ]     |
| 2 de mayo        | The Fame               | Lady Gaga    | [ 18 ]     |
| 9 de mayo        | Sounds of the Universe | Depeche Mode | [ 19 ]     |
| 16 de mayo       | The Fame               | Lady Gaga    | [ 20 ]     |
| 23 de mayo       | The Fame               | Lady Gaga    | [ 21 ]     |
| 30 de mayo       | The Fame               | Lady Gaga    | [ 22 ]     |
| 6 de junio       | The Fame               | Lady Gaga    | [ 23 ]     |
| 13 de junio      | The Fame               | Lady Gaga    | [ 24 ]     |
| 20 de junio      | The Fame               | Lady Gaga    | [ 25 ]     |
| 27 de junio      | The Fame               | Lady Gaga    | [ 26 ]     |
| 4 de julio       | The Fame               | Lady Gaga    | [ 27 ]     |
| 11 de julio      | The Fame               | Lady Gaga    | [ 28 ]     |
| 18 de julio      | The Fame               | Lady Gaga    | [ 29 ]     |
| 25 de julio      | The Fame               | Lady Gaga    | [ 30 ]     |
| 8 de agosto      | The Fame               | Lady Gaga    |            |
| 15 de agosto     | The Fame               | Lady Gaga    |            |
| 22 de agosto     | The Fame               | Lady Gaga    |            |
| 29 de agosto     | The Fame               | Lady Gaga    |            |
| 5 de septiembre  | The Fame               | Lady Gaga    |            |
| 12 de septiembre | Ellipse                | Imogen Heap  |            |
| 19 de septiembre | The Fame               | Lady Gaga    |            |
| 26 de septiembre | The Fame               | Lady Gaga    |            |
| 3 de octubre     | The Fame               | Lady Gaga    |            |
| 10 de octubre    | The Fame               | Lady Gaga    |            |
| 17 de octubre    | The Fame               | Lady Gaga    |            |
| 24 de octubre    | The Fame               | Lady Gaga    |            |
| 31 de octubre    | The Fame               | Lady Gaga    |            |
| 7 de noviembre   | Ocean Eyes             | Owl City     |            |
| 14 de noviembre  | Ocean Eyes             | Owl City     |            |
| 21 de noviembre  | Ocean Eyes             | Owl City     |            |
| 28 de noviembre  | Ocean Eyes             | Owl City     |            |
| 5 de diciembre   | The Fame               | Lady Gaga    |            |
| 12 de diciembre  | The Fame Monster       | Lady Gaga    |            |
| 19 de diciembre  | The Fame               | Lady Gaga    |            |
| 26 de diciembre  | The Fame               | Lady Gaga    |            |

### 2010
| Semana           | Álbum             | Artista         |
| ---------------- | ----------------- | --------------- |
| 2 de enero       | The Fame          | Lady Gaga       |
| 9 de enero       | The Fame          | Lady Gaga       |
| 16 de enero      | The Fame          | Lady Gaga       |
| 23 de enero      | The Fame          | Lady Gaga       |
| 30 de enero      | The Fame          | Lady Gaga       |
| 6 de febrero     | The Fame          | Lady Gaga       |
| 13 de febrero    | The Fame          | Lady Gaga       |
| 20 de febrero    | The Fame          | Lady Gaga       |
| 27 de febrero    | The Fame          | Lady Gaga       |
| 6 de marzo       | The Fame          | Lady Gaga       |
| 13 de marzo      | The Fame          | Lady Gaga       |
| 20 de marzo      | The Fame          | Lady Gaga       |
| 27 de marzo      | The Fame          | Lady Gaga       |
| 3 de abril       | The Fame          | Lady Gaga       |
| 10 de abril      | The Fame          | Lady Gaga       |
| 17 de abril      | The Fame          | Lady Gaga       |
| 24 de abril      | The Fame          | Lady Gaga       |
| 1 de mayo        | The Fame          | Lady Gaga       |
| 8 de mayo        | The Fame          | Lady Gaga       |
| 15 de mayo       | The Fame          | Lady Gaga       |
| 22 de mayo       | The Fame          | Lady Gaga       |
| 29 de mayo       | The Fame          | Lady Gaga       |
| 5 de junio       | This Is Happening | LCD Soundsystem |
| 12 de junio      | The Fame          | Lady Gaga       |
| 19 de junio      | The Fame          | Lady Gaga       |
| 26 de junio      | The Fame          | Lady Gaga       |
| 3 de julio       | The Fame          | Lady Gaga       |
| 10 de julio      | The Fame          | Lady Gaga       |
| 17 de julio      | Streets of Gold   | 3OH!3           |
| 24 de julio      | The Fame          | Lady Gaga       |
| 31 de julio      | Maya              | M.I.A           |
| 7 de agosto      | The Fame          | Lady Gaga       |
| 14 de agosto     | The Fame          | Lady Gaga       |
| 21 de agosto     | The Remix         | Lady Gaga       |
| 28 de agosto     | The Fame          | Lady Gaga       |
| 4 de septiembre  | The Fame          | Lady Gaga       |
| 11 de septiembre | The Fame          | Lady Gaga       |
| 18 de septiembre | The Fame          | Lady Gaga       |
| 25 de septiembre | The Fame          | Lady Gaga       |
| 2 de octubre     | The Fame          | Lady Gaga       |
| 9 de octubre     | The Fame          | Lady Gaga       |
| 16 de octubre    | The Fame          | Lady Gaga       |
| 23 de octubre    | The Fame          | Lady Gaga       |
| 30 de octubre    | The Fame          | Lady Gaga       |
| 6 de noviembre   | The Fame          | Lady Gaga       |
| 13 de noviembre  | The Fame          | Lady Gaga       |
| 20 de noviembre  | The Fame          | Lady Gaga       |
| 27 de noviembre  | The Fame          | Lady Gaga       |
| 4 de diciembre   | The Fame          | Lady Gaga       |
| 11 de diciembre  | The Fame Monster  | Lady Gaga       |
| 18 de diciembre  | Tron: Legacy      | Daft punk       |
| 25 de diciembre  | Tron: Legacy      | Daft punk       |

### 2011
| Semana        | Álbum                          | Artista   |
| ------------- | ------------------------------ | --------- |
| 1 de enero    | Tron: Legacy                   | Daft punk |
| 8 de enero    | Tron: Legacy                   | Daft punk |
| 15 de enero   | Tron: Legacy                   | Daft punk |
| 22 de enero   | Tron: Legacy                   | Daft punk |
| 29 de enero   | Tron: Legacy                   | Daft punk |
| 5 de febrero  | Tron: Legacy                   | Daft punk |
| 12 de febrero | Tron: Legacy                   | Daft punk |
| 19 de febrero | Tron: Legacy                   | Daft punk |
| 26 de febrero | The Fame                       | Lady Gaga |
| 5 de marzo    | The Fame                       | Lady Gaga |
| 12 de marzo   | The Fame                       | Lady Gaga |
| 19 de marzo   | The Fame                       | Lady Gaga |
| 26 de marzo   | The Fame                       | Lady Gaga |
| 2 de abril    | The Fame                       | Lady Gaga |
| 9 de abril    | I Am the Dance Commander + ... | Ke$ha     |
| 16 de abril   | The Fame                       | Lady Gaga |
| 23 de abril   | Tron: Legacy Reconfigured      | Daft punk |
| 30 de abril   | Tron: Legacy                   | Daft punk |
| 7 de mayo     | The fall                       | Gorillaz  |
| 14 de mayo    | The Fame                       | Lady Gaga |
| 21 de mayo    | The Fame                       | Lady Gaga |
| 28 de mayo    | The Fame                       | Lady Gaga |
| 4 de junio    | The Fame                       | Lady Gaga |
| 11 de junio   | Born This Way                  | Lady Gaga |
| 18 de junio   | Born This Way                  | Lady Gaga |
| 25 de junio   | Born This Way                  | Lady Gaga |
| 2 de julio    | Born This Way                  | Lady Gaga |
| 9 de julio    | Born This Way                  | Lady Gaga |
| 16 de julio   | Born This Way                  | Lady Gaga |